# Spoorlijn Bremen-Farge - Bremerhaven-Wulsdorf Süd
De spoorlijn Bremen-Farge - Bremerhaven-Wulsdorf Süd ook wel Niederweserbahn genoemd was een Duitse spoorlijn in Nedersaksen en Bremen.

## Geschiedenis
De Kleinbahn Farge-Wulsdorf GmbH werd door de preußischen Staat, provincie Hannover alsmede de Kreis Blumenthal, de Stadt Bremerhaven en enige andere gemeentes opgericht.
Het traject werd door de Kleinbahn Farge-Wulsdorf GmbH in fases geopend:
- 2 augustus 1911: Wulsdorf - Stotel
- 5 september 1911: Stotel - Bremen-Farge

### Overname
De bedrijfsvoering van de Kleinbahn Farge-Wulsdorf GmbH werd op 21 januari 1949 door de Niedersächsische Landeseisenbahnamt overgenomen waarbij de bedrijfsvoering vanaf 1959 werd uitgevoerd door de OHE.
Het traject werd op 26 september 1964 stilgelegd en opgebroken.

## Aansluitingen
In de volgende plaatsen is of was er een aansluiting op de volgende spoorlijnen:
Bremen-FargeDB 9145, spoorlijn tussen Bremen-Farge en Bremen-Vegesack
Bremerhaven-WulsdorfDB 1300, spoorlijn tussen Bremerhaven-Wulsdorf en Buchholz
DB 1301, spoorlijn tussen Bremerhaven-Wulsdorf en Bremerhaven-Fischereihafen
DB 1304, spoorlijn tussen Bremerhaven-Wulsdorf en Bremerhaven-Geestemünde
DB 1306, spoorlijn tussen Bremerhaven-Wulsdorf en de aansluiting Bremerhaven Süd
DB 1740 tussen Wunstorf en Bremerhaven